# Saint-Prouant
Saint-Prouant è un comune francese di 1 502 abitanti situato nel dipartimento della Vandea nella regione dei Paesi della Loira.

## Società

### Evoluzione demografica
Abitanti censiti